# Amegilla murrayensis
Amegilla murrayensis är en biart som först beskrevs av Rayment 1935.  Amegilla murrayensis ingår i släktet Amegilla och familjen långtungebin. Inga underarter finns listade i Catalogue of Life.